# Anke Huber
Anke Huber (Bruchsal, 4 dicembre 1974) è un'ex tennista tedesca.

## Carriera
Da junior vince la sesta edizione del Les Petits As nel 1988.
Da professionista ha ottenuto il suo miglior risultato in un torneo del Grande Slam nel 1996 quando ha raggiunto la finale degli Australian Open, finendo però sconfitta da Monica Seles.
Sempre nel 1996 è stata per un breve periodo la tennista numero quattro nel ranking mondiale.
Complessivamente in carriera ha vinto 13 tornei, dodici in singolare e uno in doppio. Si è ritirata nel 2001.

## Vita privata
Ha due figli: un maschio nato nel 2005 e una femmina venuta al mondo l'anno dopo. Durante la sua carriera tennistica è stata per un breve periodo fidanzata col collega ucraino Andrij Medvedjev.

## Statistiche WTA

### Singolare

#### Vittorie (12)
| Legenda: Prima del 2009     | Legenda: Dal 2009     |
| --------------------------- | --------------------- |
| Grande Slam (0)             |                       |
| WTA Championships (0)       |                       |
| Tournament of Champions (0) |                       |
| Tier I (1)                  | Premier Mandatory (0) |
| Tier II (4)                 | Premier 5 (0)         |
| Tier III (4)                | Premier (0)           |
| Tier IV & V (3)             | International (0)     |

| No. | Data           | Torneo                                            | Superficie    | Avversaria in finale | Punteggio        |
| 1.  | agosto 1990    | Schenectady Open, Schenectady                     | Cemento       | Marianne Werdel      | 6–1, 5–7, 6–4    |
| 2.  | ottobre 1991   | Porsche Tennis Grand Prix, Filderstadt            | Sintetico (i) | Martina Navrátilová  | 2–6, 6–2, 7–6(4) |
| 3.  | luglio 1993    | WTA Austrian Open, Kitzbühel                      | Terra rossa   | Judith Wiesner       | 6–4, 6–1         |
| 4.  | luglio 1994    | WTA Austrian Open, Maria Lankowitz (2)            | Terra rossa   | Judith Wiesner       | 6–3, 6–3         |
| 5.  | ottobre 1994   | Porsche Tennis Grand Prix, Filderstadt (2)        | Cemento (i)   | Mary Pierce          | 6–4, 6–2         |
| 6.  | novembre 1994  | Advanta Championships of Philadelphia, Filadelfia | Sintetico (i) | Mary Pierce          | 6–0, 6(4)–7, 7–5 |
| 7.  | settembre 1995 | Sparkassen Cup, Leipzig                           | Sintetico (i) | Magdalena Maleeva    | w/o              |
| 8.  | giugno 1996    | Libéma Open, 's-Hertogenbosch                     | Erba          | Helena Suková        | 6–4, 7–6(2)      |
| 9.  | settembre 1996 | Sparkassen Cup, Leipzig (2)                       | Sintetico (i) | Iva Majoli           | 5–7, 6–3, 6–1    |
| 10. | ottobre 1996   | BGL Luxembourg Open, Luxembourg                   | Sintetico (i) | Karina Habšudová     | 6–3, 6–0         |
| 11. | aprile 2000    | Portugal Open, Estoril                            | Terra rossa   | Nathalie Dechy       | 6–2, 1–6, 7–5    |
| 12. | luglio 2000    | Orange Warsaw Open, Sopot                         | Terra rossa   | Gala León García     | 7–6(4), 6–3      |

#### Finali perse (11)
| Legenda: Prima del 2009     | Legenda: Dal 2009     |
| --------------------------- | --------------------- |
| Grande Slam (1)             |                       |
| WTA Championships (1)       |                       |
| Tournament of Champions (0) |                       |
| Tier I (1)                  | Premier Mandatory (0) |
| Tier II (6)                 | Premier 5 (0)         |
| Tier III (1)                | Premier (0)           |
| Tier IV & V (1)             | International (0)     |

| No. | Data           | Torneo                                       | Superficie    | Avversaria in finale | Punteggio               |
| 1.  | settembre 1990 | WTA Bayonne, Bayonne                         | Cemento (i)   | Nathalie Tauziat     | 3–6, 6(8)–7             |
| 2.  | gennaio 1993   | Sydney International, Sydney                 | Cemento       | Jennifer Capriati    | 1–6, 4–6                |
| 3.  | ottobre 1993   | Brighton International, Brighton             | Sintetico (i) | Jana Novotná         | 2–6, 4–6                |
| 4.  | novembre 1995  | WTA Tour Championships, New York             | Sintetico (i) | Steffi Graf          | 1–6, 6–2, 1–6, 6–4, 3–6 |
| 5.  | gennaio 1996   | Australian Open, Melbourne                   | Cemento       | Monica Seles         | 4–6, 1–6                |
| 6.  | agosto 1996    | LA Women's Tennis Championships, Los Angeles | Cemento       | Lindsay Davenport    | 2–6, 3–6                |
| 7.  | ottobre 1996   | Porsche Tennis Grand Prix, Filderstadt       | Cemento (i)   | Martina Hingis       | 2–6, 6–3, 3–6           |
| 8.  | febbraio 1997  | Open GDF Suez, Parigi                        | Sintetico (i) | Martina Hingis       | 3–6, 6–3, 3–6           |
| 9.  | agosto 1997    | Canadian Open, Toronto                       | Cemento       | Monica Seles         | 2–6, 4–6                |
| 10. | febbraio 2001  | Open GDF Suez, Parigi (2)                    | Sintetico (i) | Amélie Mauresmo      | 6(2)–7, 1–6             |
| 11. | maggio 2001    | Internationaux de Strasbourg, Strasburgo     | Terra rossa   | Silvia Farina Elia   | 5–7, 6–0, 4–6           |

## Risultati in progressione
| Sigla | Risultato               |
| ----- | ----------------------- |
| V     | Vincitore               |
| F     | Finalista               |
| SF    | Semifinalista           |
| O     | Oro olimpico            |
| A     | Argento olimpico        |
| SF    | Bronzo olimpico         |
| QF    | Quarti di Finale        |
| 4T    | Quarto turno            |
| 3T    | Terzo turno             |
| 2T    | Secondo turno           |
| 1T    | Primo turno             |
| RR    | Round Robin             |
| LQ    | Turno di qualificazione |
| A     | Assente                 |
| ND    | Non disputato           |

| Legenda superfici    |
| -------------------- |
| Cemento              |
| Terra battuta        |
| Erba                 |
| Superficie variabile |

### Singolare nei tornei del Grande Slam
| Torneo          | 1990 | 1991 | 1992 | 1993 | 1994 | 1995 | 1996 | 1997 | 1998 | 1999 | 2000 | 2001 |
| --------------- | ---- | ---- | ---- | ---- | ---- | ---- | ---- | ---- | ---- | ---- | ---- | ---- |
| Australian Open | 3T   | QF   | QF   | 4T   | 3T   | 4T   | F    | 4T   | SF   | 2T   | 1T   | A    |
| Open di Francia | A    | 3T   | 2T   | SF   | 4T   | 4T   | 4T   | 1T   | A    | A    | 4T   | 2T   |
| Wimbledon       | 2T   | 4T   | 3T   | 4T   | 2T   | 4T   | 3T   | 3T   | A    | 1T   | 4T   | 4T   |
| US Open         | 1T   | 2T   | 1T   | 3T   | 2T   | 4T   | 1T   | 3T   | 1T   | QF   | QF   | 3T   |

### Doppio nei tornei del Grande Slam
| Torneo          | 1990 | 1991 | 1992 | 1993 | 1994 | 1995 | 1996 | 1997 | 1998 | 1999 | 2000 | 2001 |
| --------------- | ---- | ---- | ---- | ---- | ---- | ---- | ---- | ---- | ---- | ---- | ---- | ---- |
| Australian Open | A    | 1T   | 1T   | 1T   | 1T   | 1T   | 3T   | 3T   | 3T   | 1T   | 1T   | A    |
| Open di Francia | A    | 3T   | SF   | 1T   | 2T   | A    | A    | 2T   | A    | A    | QF   | QF   |
| Wimbledon       | A    | 1T   | 3T   | 2T   | 2T   | A    | A    | 2T   | A    | A    | 3T   | 1T   |
| US Open         | A    | 1T   | 1T   | 1T   | A    | 2T   | 1T   | 3T   | 1T   | 2T   | QF   | 2T   |

### Doppio misto nei tornei del Grande Slam
| Torneo          | 1990 | 1991 | 1992 | 1993 | 1994 | 1995 | 1996 | 1997 | 1998 | 1999 | 2000 | 2001 |
| --------------- | ---- | ---- | ---- | ---- | ---- | ---- | ---- | ---- | ---- | ---- | ---- | ---- |
| Australian Open | A    | A    | A    | A    | 1T   | A    | A    | A    | A    | A    | A    | A    |
| Open di Francia | A    | A    | A    | A    | A    | A    | A    | A    | A    | A    | A    | A    |
| Wimbledon       | 3T   | A    | A    | A    | 2T   | A    | A    | A    | A    | A    | SF   | 1T   |
| US Open         | A    | A    | A    | A    | A    | A    | A    | 1T   | 1T   | A    | A    | A    |